# Círculo de Jena

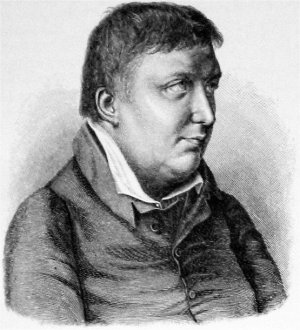
Retrato de Friedrich von Schlegel, principal impulsionador do círculo de Jena, por Philipp Veit.

O Círculo de Jena (em alemão: Jenaer Frühromantik) foi o primeiro período do Romantismo na Alemanha, em voga entre os anos de 1797 e 1802 ou 1804.

## Publicações: 1798-1800

#### 1798
- Primeiro volume, primeira parte:
  - Vorerinnerung

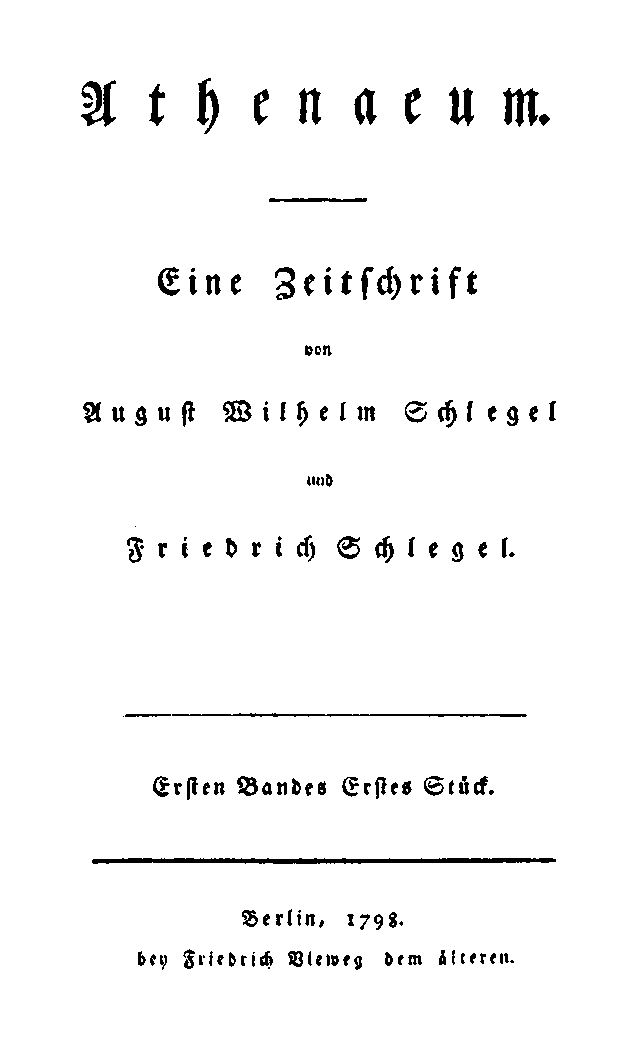
Capa da primeira aparição do Athenæum (1798)

  - I. W. — [Wilhelm Schlegel]: Die Sprachen. Ein Gespräch über Klopstocks grammatische Gespräche. 3–69
  - II. Novalis: Вlüthenstaub. 70–106
  - III. W. u. F. [Wilh. und Fried. Schlegel]: Elegien aus dem Griechischen. 107—111[3] [4]

- - IV. W. [Wilh. Schlegel]: Beyträge zur Kritik der neuesten Litteratur. 141–177
- Primeiro volume, segunda parte :
  - I. [451] Fragmente von Wilhelm, Friedrich und Caroline (?) Schlegel, Novalis, Schleiermacher. 3—146.
  - II. Friedr. Schlegel: Ueber Goethe’s Meister [I]. 147—178

#### 1799
- Segundo volume, primeira parte:
  - I. F. [Friedrich Schlegel]: Ueber die Philosophie. An Dorothea. 1—38
  - II. W. [Wilhelm y Caroline Schlegel]: Die Gemählde. Gespräch. [mit eingestreuten Gedichten Wilh. Schlegels]. 39–151
  - III. [Aug. Ludw.] Hülsen: Ueber die natürliche Gleichheit der Menschen. 152—180.
- Deuxième volume, seconde partie :
  - I. W. [Wilhelm Schlegel]: Die Kunst der Griechen. An Goethe. Elegie. „Kämpfend verirrt sich die Welt“. 181–192
  - II. W. [Wilhelm Schlegel]: Ueber Zeichnungen zu Gedichten und John Flaxman’s Umrisse. 193–246
  - III. Der rasende Roland. Eilfter Gesang. 247–284
  - IV. Notizen. 284—327.
    - [A. W. Schlegel]: Einleitung. 285—288
    - [Friedr. Schlegel]: Schleiermachers Reden über die Religion. 289—300
    - [Schleiermacher]: Anthropologie von Immanuel Kant. 300—306
    - [A. W. Schlegel]: Notizen. 307–327

  - Litterarischer Reichsanzeiger oder Archiv der Zeit und ihres Geschmacks. 328—340

#### 1800
- Terceiro volume, primeira parte:
  - I. Friedrich Schlegel: An Heliodora. 1–3
  - II. Friedr. Schlegel: Ideen. 4–33
  - III. Hülsen: Natur-Betrachtungen auf einer Reise durch die Schweiz. 34—57
  - IV. Fr. Schlegel: Gespräch über die Poesie. Einleitung. 58—67
  - V. Notizen.
    - [Schleiermacher]: Garve’s letzte noch von ihm selbst herausgegebene Schriften 129—139
    - [Wilh. Schlegel]: Matthissons Basrelief am Sarkofage des Jahrhunderts; Alius Abenteuer; Nachtrag zu M.'s Gedichten; Musenalmanach für 1800 von Voss; F. W. A. Schmidt; Wettgesang zwischen Voss, Matthisson und Schmidt „Voss, Poesie wie die schwarze Suppe“. 139—164
- Tercer volumen, segunda parte:
  - I. F. [Friedrich Schlegel]: An die Deutschen. „Vergaset auf ewig ihr der hohen Ahnen“. 165–168
  - II. F. [Friedrich Schlegel]: Gespräch über die Poesie. (Forts. u. Schluss.) 169–187
  - III. Novalis: Hymnen an die Nacht. 188–204
  - IV. Sophie B. [Bernhardi]: Lebensansicht. 205–215
  - V. W. u. F. [Wilhelm und Friedrich Schlegel]: Idyllen aus dem Griechischen. 216–227
  - VI. A. W. Schlegel, Friedrich Schlegel: Sonette. 233–237
  - VII. Notizen.
    - D. [Dorothea]: Moralische Erzählungen von Ramdohr. 238–243
    - S -r [Schleiermacher]: Engels Philosoph für die Welt. III. Th. 243–252
    - W. [Wilhelm Schlegel]: Parny, La guerre des dieux. 252–266
    - B. [Bernhardi]: Verstand und Erfahrung. Eine Metakritik zur Kritik der reinen Vernunft von J. G. Herder. Zwei Theile. 266–281
    - S — r. [Schleiermacher]: Fichtes Bestimmung des Menschen. 281–295
    - A. W. Schlegel: Soltaus Don Quixote [Tiecks Uebersetzg.]; Belletristische Zeitung. 295–334

  - VIII. F. [Friedrich Schlegel]: Ueber die Unverständlichkeit. 335–352